# Peștersko
Peștersko (în bulgară Пещерско) este un sat în Obștina Aitos, Regiunea Burgas, Bulgaria.

## Demografie
Componența etnică a satului Peștersko
     Turci (95,98%)
     Bulgari (3,87%)
     Nicio identificare (0,13%)
     Altele (0%)
La recensământul din 2011, populația satului Peștersko era de 723 locuitori. Din punct de vedere etnic, majoritatea locuitorilor (95,98%) erau turci, cu o minoritate de bulgari (3,87%). Pentru 0,13% din locuitori nu este cunoscută apartenența etnică.